# Wambola (1915)
Wambola – niszczyciel marynarki estońskiej z okresu międzywojennego rosyjskiego typu Lejtienant Iljin, wcześniej rosyjski Kapitan I ranga Mikłucho-Makłaj z okresu I wojny światowej i radziecki Spartak, a później peruwiański Almirante Villar. Budowę jednostki rozpoczęto w 1914 roku dla Marynarki Wojennej Imperium Rosyjskiego, w 1915 odbyło się jej wodowanie, a służby wszedł w 1917 roku pod nazwą „Kapitan I ranga Mikłucho-Makłaj” (ros. Капитан 1-го ранга Миклухо-Маклай). Uniknął przejęcia przez Niemców poprzez ucieczkę z Helsingforsu w trakcie pochodu lodowego. Przejęty przez marynarkę bolszewików i nazwany „Spartak”. Podczas walki przeciwko Estonii uczestniczył w desancie i operacji minowej. W grudniu 1918 roku został zdobyty przez Royal Navy i przekazany Estończykom. W Eesti merejõud otrzymał imię „Wambola”. Podczas estońskiej wojny o niepodległość uczestniczył w operacjach przeciwko bolszewikom na wodach Zatoki Fińskiej oraz w operacji przeciwko bałtyckiej Landeswehrze w Rydze. Po wojnie odbywał sporadyczne wizyty dyplomatyczne. W 1933 roku z powodu wysokich kosztów utrzymania został sprzedany Peru. W marynarce peruwiańskiej nosił imię „Almirante Villar”. Nie zdążył wziąć udziału w wojnie kolumbijsko-peruwiańskiej, za to w 1941 roku uczestniczył w walkach przeciwko Ekwadorowi. W czasie II wojny światowej pełnił służbę patrolową. Został wycofany ze służby w 1954 roku.

## Tło i budowa
Imperium Rosyjskie ucierpiało znacznie w wyniku konfliktu z Japonią, zarówno pod względem prestiżowym, jak i pod względem siły morskiej. Aby nadrobić straty i unowocześnić marynarkę wojenną podjęto próby rozbudowy jej potencjału. Miał o tym ostatecznie przesądzić Program Intensyfikacji Budownictwa Okrętowego, przyjęty 6 czerwca?/19 czerwca 1912 roku zdecydowaną większością głosów przez Dumę Państwową. Plan zatwierdzony przez Mikołaja II 27 lipca?/9 sierpnia zakładał budowę 12 krążowników (w tym 4 liniowych), 12 okrętów podwodnych oraz 36 niszczycieli.
Wstępne wymagania co do niszczycieli określono w roku 1907. Jednostki o wyporności do 1000 ton miały być napędzane turbinami parowymi. Miały one zapewnić okrętom możliwość rozwinięcia prędkości 35 węzłów. Duży nacisk kładziono na dzielność morską oraz uzbrojenie jednostek – miały je stanowić para podwójnych wyrzutni torpedowych oraz dwa działa kalibru 120 mm L/45.
Wszystkie niszczyciele powstałe w wyniku programu określane są zbiorczo jako typ Nowik od nazwy prototypowego okrętu. W rzeczywistości jednak, należały do sześciu różnych typów. Warunki techniczne niszczycieli zatwierdzone 23 września?/6 października 1911 roku i wysłane do stoczni zakładały już znacznie silniejsze uzbrojenie torpedowe okrętu – 6 podwójnych wyrzutni. Główny Zarząd Budownictwa Okrętowego 31 maja?/13 czerwca 1912 roku wybrał projekt nadesłany przez Zakłady Putiłowskie, którym polecono wykonać jeszcze drobne korekty. Uaktualniony projekt został zatwierdzony przez Ministerstwo Marynarki Wojennej 3 sierpnia?/16 sierpnia, po czym rozpoczęto składanie zamówień w wielu rosyjskich stoczniach.
Spośród zamówionych niszczycieli osiem miało zostać wybudowanych przez Towarzystwo Zakładów Putiłowskich – stosowny kontrakt podpisany został 29 grudnia 1912?/11 stycznia 1913 roku. Wśród niszczycieli, określanych później jako typ Lejtienant Iljin, miał znajdować się okręt o nazwie „Kapitan II ranga Kingsbergen”. Ponieważ Towarzystwo nie było w stanie w stanie zrealizować całego zamówienia, jeszcze w 1912 roku zbudowano Stocznię Putiłowską, gdzie 18 czerwca?/1 lipca 1913 roku rozpoczęto budowę dwóch niszczycieli.

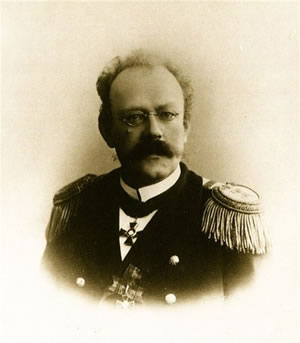
Komandor Władimir Nikolajewicz Mikłucho-Makłaj

W związku z widmem wojny planowany „Kapitan II ranga Kingsbergen” został 9 czerwca?/22 czerwca 1914 roku przemianowany – dotychczasowa nazwa została uznana za niepatriotyczną, jako brzmiąca niemiecko. Okręt otrzymał nazwę „Kapitan I ranga Mikłucho-Makłaj”, na pamiątkę komandora Władimira Mikłucho-Makłaja poległego w bitwie pod Cuszimą.
Położenie stępki nastąpiło 23 października?/5 listopada 1914 roku w Stoczni Putiłowskiej, po zwolnieniu miejsca przez zwodowanego „Kapitana Izylmietiewa”.
Większość elementów okrętu – kadłub, kotły, turbiny parowe i wyrzutnie torpedowe – było wytwarzanych przez Zakład Putiłowski, który współpracował w tym zadaniu z firmą Blohm und Voss. Kontakty te zostały zerwane w wyniku wybuchu I wojny światowej, podobna sytuacja miała miejsce w przypadku i innych zagranicznych dostawców z państw centralnych i neutralnych. W tej sytuacji rosyjskie firmy zostały obarczone dodatkowymi zamówieniami, z których nie zawsze były w stanie się wywiązać. W przypadku „Mikłucho-Makłaja” budowę jednostki opóźnił brak wałów napędowych, z których produkcją nie wyrobiły się Zakłady Obuchowskie. W maju 1915 roku podjęto odgórne działania mające pomóc w zaopatrzeniu stoczni w materiały.
„Kapitan I ranga Mikłucho-Makłaj” został zwodowany 14 sierpnia?/27 sierpnia 1915 roku. Połamanie łopatek w prawej turbinie okrętu spowodowało dalsze opóźnienia w jego odbiorze.

## Opis konstrukcji

### Kadłub
Wyporność w pełni wyposażonego „Kapitana I ranga Mikłucho-Makłaja” wynosiła 1538 lub 1620 ton. Na 1260 ton opiewała jego wyporność projektowa lub normalna. Długość maksymalna okrętu wynosiła 98,06 metra, zaś długość między pionami odpowiednio 96,08 m. Maksymalna szerokość to 9,33 m. Zanurzenie jednostki na dziobie wynosiło 2,8 m, zaś na rufie 3,7 m. Przy wyporności 1260 ton zanurzenie nie przekraczało 3 metrów. Okręt podzielony był na przedziały 12 głównymi grodziami wodoszczelnymi. Między 41 a 139 wręgiem, pod przedziałami maszynowni i kotłowni, znajdowało się podwójne dno. Przechyły boczne hamowane były przez stabilizatory bierne systemu Frahma. Zarówno w zbiornikach Frahma, jak i w zbiornikach dna podwójnego, przechowywany był zapas paliwa.
Na pokładzie znajdowały się cztery małe pomocnicze jednostki pływające, w tym dwie o napędzie motorowym.
Załogę „Kapitana I ranga Mikłucho-Makłaja” stanowiło 171 marynarzy i oficerów.

### Napęd
Okręt był napędzany przez 2 dwuwałowe turbiny Curtis AEG. Znajdowały się one w oddzielnych przedziałach i każda z nich charakteryzowała się mocą 15 000 KM, przy czym faktyczna osiągana moc siłowni okrętu dochodziła do 31 500 KM. Niszczyciel posiadał 4 kotły olejowe typu Normand lub Normand-Vulcan, każdy w oddzielnym przedziale. Ciśnienie robocze w kotle wynosiło 17 atmosfer, a jego powierzchnia grzewcza 1000 m². Spaliny były odprowadzane do jednego z trzech kominów, przy czym środkowy, dwa razy szerszy komin używany był przez dwa kotły. Na okręcie znajdowały się dwa zbiorniki wody kotłowej, po 10 i 13 ton, oraz jeden zbiornik wody pitnej mieszczący 11,8 tony. Turbiny napędzały dwie śruby. „Mikłucho-Makłaj” osiągał prędkość 30 węzłów. Zapas 500 ton paliwa pozwalał na pokonanie 1253 mil morskich przy prędkości 16 węzłów lub 634 przy prędkości 24 węzłów. Powierzchnia pióra steru wynosiła 6,2 m². Energię elektryczną wytwarzały 2 turbogeneratory o mocy 20 kW każdy oraz awaryjny agregat benzynowy o mocy 10 kW.

### Uzbrojenie

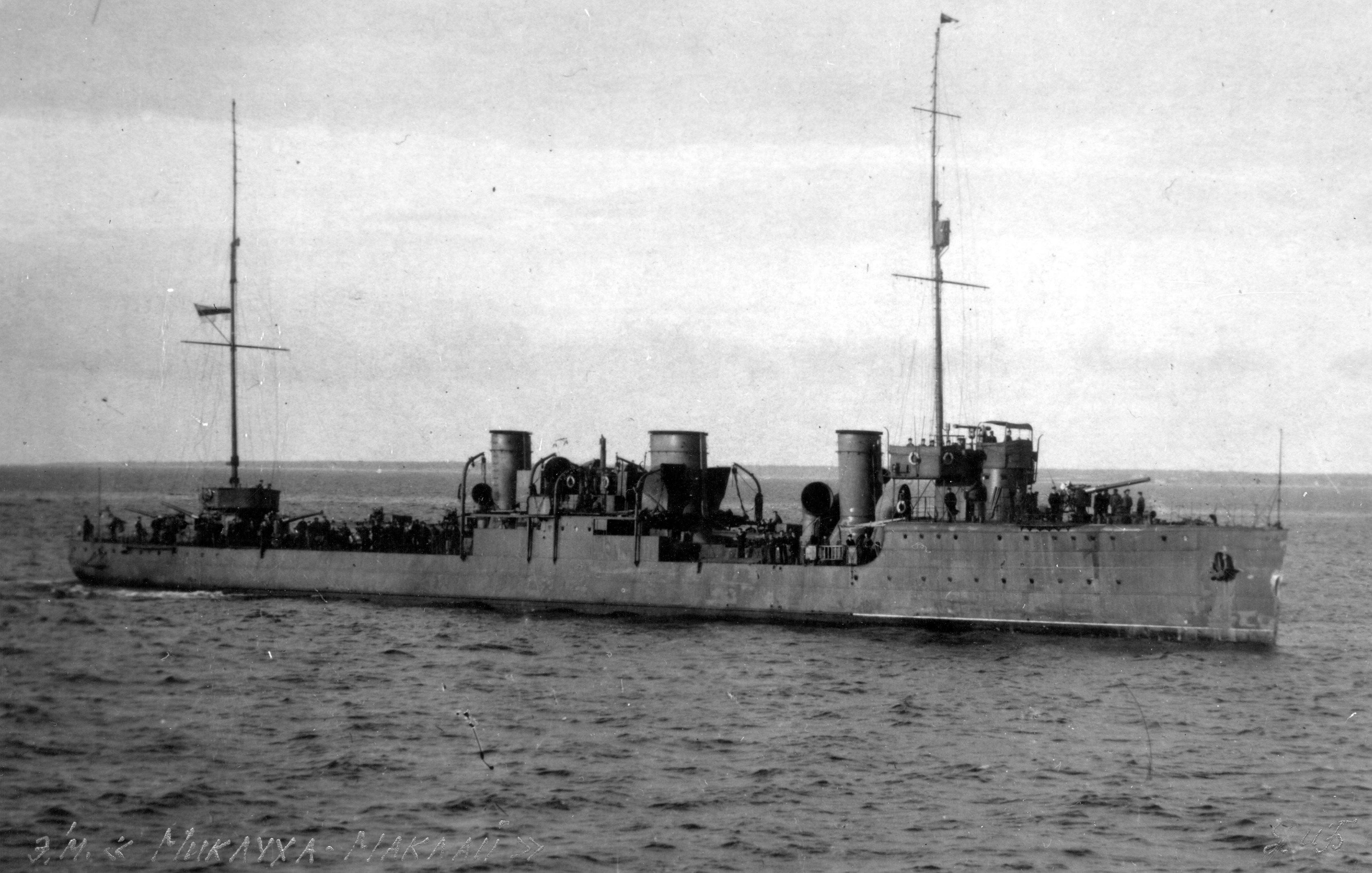
Wygląd okrętu pod estońską banderą

Wszystkie Nowiki miały zostać uzbrojone w 12 wyrzutni torpedowych, zgrupowanych w 4 potrójne zespoły. Ze względu na doświadczenia z połowy 1915 roku – starcia „Nowika” z dwoma niszczycielami Kaiserliche Marine – zdecydowano się jednak na ograniczenie liczby wyrzutni do 9, w celu wzmocnienia siły artyleryjskiej okrętu. Wyrzutnia kalibru 450 mm miała elektryczny napęd, możliwość rozchylenia rur do 7° pozwalała na wykonanie salwy wachlarzowej. Stosowano torpedy Whitehead kalibru 450 mm, o długości 5550 mm i masie 810 kg (w tym 100 kg przypadało na głowicę bojową). Napęd tłokowy pozwalał torpedom na osiągnięcie prędkości 43 węzłów przy dystansie do 2 kilometrów, 30 węzłów przy 5 i 28 przy 6.
Główne uzbrojenie artyleryjskie okrętu stanowiły armaty morskie Zakładów Obuchowskich 102 mm (dokładniej kaliber mierzył 4 cale czyli 101,6 mm). Początkowo „Mikłucho-Makłaj” miał wykorzystywać dwie armaty, jednak ze względu na doświadczenia „Nowika” zwiększono ich liczbę do trzech. Wiosną 1917 roku artylerię okrętową powiększono o dodatkową jednostkę artyleryjską. Lufa miała całkowitą długość 6284 mm (61,6 kalibrów), jej gwintowana część mierzyła 5285 mm. Wewnątrz znajdowały 24 gwinty o głębokości 1,016 mm. Zamek klinowy poziomy ważył 50–53 kg. Armata z łożem w wersji montowanej na niszczycielach ważyła 5,7 tony. Masa samej lufy wynosiła 2,2 lub 2,8 tony. Działo chronione było przez tarczę o grubości 38 mm i wadze 290 kilogramów. Lufa mogła być standardowo opuszczana o 6 stopni i podnoszona o 15 stopni, jednak poprzez montowanie łoża na cokole osiągnięto kąty -10° + 30° (przy cokole o wysokości 500 mm). W płaszczyźnie poziomej działo mogło obracać się bez ograniczeń. Ruch, zarówno w poziomie jak i w pionie, odbywał się z maksymalną prędkością 3 stopni na sekundę.
Działo mogło wystrzeliwać następujące pociski:
| Pocisk           | Masa     | Długość      | Uwagi                                |
| ---------------- | -------- | ------------ | ------------------------------------ |
| burzący wz. 1911 | 17,5 kg  | 5 kalibrów   | 2,4 kg materiału wybuchowego         |
| burzący wz. 1915 | 17,5 kg  | 5 kalibrów   | 2,1 kg materiału wybuchowego         |
| szrapnel         | 17,5 kg  | 4,38 kalibra | zapalnik z 22 sekundowym opóźnieniem |
| zapalający       | 17,6 kg  | 4 kalibry    |                                      |
| nurkujący        | 15,8 kg  | 5,05 kalibra | 3,13 kg materiału wybuchowego        |
| oświetlający     | 15,08 kg | 4,7 kalibra  |                                      |
| chemiczny        | ?        | ?            | wypełniony gazem duszącym            |

Stanowisko artyleryjskie obsługiwane było przez 7 osób. Teoretyczna szybkostrzelność wynosiła 15 strzałów na minutę, dobrze wyćwiczony działon mógł osiągnąć 12 strzałów na minutę, zaś praktyczna szybkostrzelność działa wynosiła 10 strzałów na minutę. W przypadku pocisku burzącego wz. 1915 prędkość początkowa wynosiła 823 m/s, zaś donośność przy kącie 30° około 16,1 kilometra. Dla szrapnela i pocisku nurkującego wielkości te wynosiły odpowiednio 11 km przy 768 m/s i 2,2 km przy 208,8 m/s.
W celu zwalczania samolotów, na okręcie zamontowano pierwotnie automatyczne działo Vickersa kalibru 40 mm. Wykazało się ono jednak małą skutecznością na innych jednostkach, w związku z czym w 1917 roku zostało ono zamienione na rosyjską 76 mm armatę przeciwlotniczą. W tym celu dokonano niewielkich zmian konstrukcyjnych, w wyniku których komory amunicyjne działa znalazły się w magazynie torpedowym. Lufa działa o masie 1,3 tony i długości 30,5 kalibra mogła być podnoszona do 65 stopni i opuszczana do -5. Teoretyczna szybkostrzelność wynosiła 30 strzałów na minutę, w praktyce osiągano w ciągu minuty 10–12 strzałów. Pociski wystrzeliwane były z prędkością początkową 588 m/s i docierały na wysokość do 6000 metrów. Używano amunicji z działa lądowego 76 mm, jeden pocisk ważył 6,45 kg.
Uzbrojenie okrętu uzupełniały miny morskie wz. 1912 zawierające po 100 kilogramów trotylu. Nadawały się do użycia przy głębokości do 130 metrów. Jednostka mogła zabierać do 80 sztuk min.
Kierowanie ogniem wspierały dwa celowniki wyprodukowane przez Zakłady Obuchowskie. Ważące 62 kilogramy urządzenia pozwalały na obserwację pola o zakresie 8° z pięciokrotnym optycznym powiększeniem. Na mostku dziobowym znajdował się dalmierz wyprodukowany w Wielkiej Brytanii przez firmę Barr and Stroud. W warunkach nocnych wsparciem były dwa reflektory z lustrami o średnicy 60 cm.

## Służba w Rosji

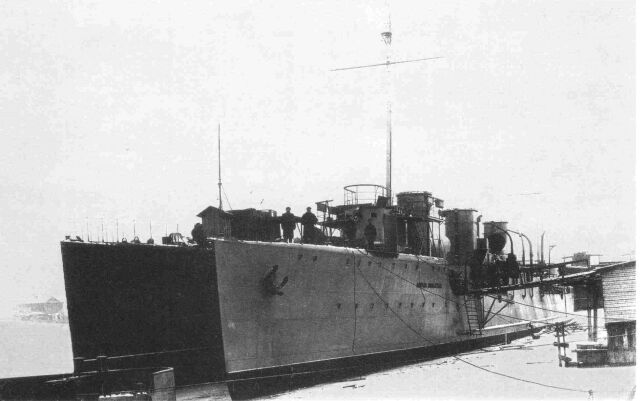
„Kapitan I ranga Mikłucho-Makłaj” i „Kapitan Izylmietiew”

### Odbiór
W 1917 roku rozpoczęły się próby okrętu. Stocznia przeprowadziła wewnętrzne testy systemów i mechanizmów okrętu między 27 października?/9 listopada a 15 listopada?/28 listopada. Komisja odbiorcza rozpoczęła badanie okrętu 19 listopada?/2 grudnia od prób artylerii przeprowadzonych w Kronsztadzie. Niszczyciel odbył 2 czterogodzinne próbne rejsy: 21 listopada?/4 grudnia okręt osiągnął prędkość 23 węzły, zaś 29 listopada?/12 grudnia, przy pełnej mocy siłowni, doszedł do 28,8 węzła. Trzecia próba, zaplanowana na 12 grudnia?/25 grudnia, została z powodu złej pogody odłożona na następny rok. Z tego powodu „Kapitan I ranga Mikłucho-Makłaj” został przyjęty w skład Marynarki Wojennej Imperium Rosyjskiego warunkowo.

### Efekty rewolucji październikowej
W chwili przewrotu październikowego okręt stacjonował w Helsingforsie. Załoga nie wyrażała sprzeciwu wobec przejęcia władzy przez bolszewików, co więcej wraz z załogami pozostałych okrętów Dywizji Torpedowej marynarze „Kapitana I ranga Mikłucho-Makłaja” utworzyli pułk, który wzmocnił siły lądowe w mieście.
Następstwem przewrotu były masowe ucieczki kadry oficerskiej z okrętów opanowanych przez załogi. Sytuację na okręcie starano się naprawić poprzez rekrutację i awansowanie do oficerskich stopni obecnych podoficerów i marynarzy. Tych ostatnich jednak również ubywało – według raportu przeprowadzonego 29 kwietnia 1918 roku na okręcie pełniło służbę 5 oficerów i 65 marynarzy. Przyczyną spadku liczebności załogi było formowanie z marynarzy, jako osób najbardziej uświadomionych politycznie, oddziałów do walki z kontrrewolucją. Niewiele pomogło rekrutowanie robotników ewakuowanych z Rewla i Helsingforsu. Wszystko to skutkowało złym przygotowaniem bojowym okrętu.

### Pokój brzeski
Traktat brzeski, podpisany 3 marca 1918 roku, kończył wojnę Rosji z państwami centralnymi. Jednym z warunków porozumienia było opuszczenie przez rosyjskie siły morskie portów w Finlandii i Estonii. Przeszkodą w wykonaniu postanowień był lód pokrywający Zatokę Fińską, jednak wobec zbliżających się do Helsingforsu wojsk niemiecko-fińskich przyśpieszono przebazowanie jednostek. „Kapitan I ranga Mikłucho-Makłaj” nie miał wystarczających zapasów paliwa na przebycie drogi do Piotrogrodu, musiał je pobrać z magazynów na wyspie Opasnoj. Ponieważ obsługa składów została już ewakuowana lub rozproszyła się, załoga okrętu musiała poradzić sobie sama. Grupa bosmana Kudzielko została wysłana na wyspę, gdzie udało jej się uruchomić pompy i zaopatrzyć w paliwo własny okręt oraz niszczyciel „Iziasław”. Zaopatrzona jednostka weszła w skład czwartego zespołu (9 niszczycieli, 3 transportowce i 4 holowniki), który wyruszył do Kronsztadu 10 kwietnia o godzinie 15. Ze względu na pokrycie morza lodem (70–80 cm) i występowanie lodowych torosów okręty musiały być co chwilę wspomagane przez lodołamacze. „Mikłucho-Makłaj” dotarł do Kronsztadu 17 kwietnia.
Niszczyciel przeszedł remont, który zakończono w maju. W tym czasie w Dywizji Torpedowej panował chaos polityczny. Załogi podjęły 11 maja rezolucje o przejęciu władzy przez „Morską Dyktaturę Floty Bałtyckiej”, która miała zorganizować obronę Piotrogrodu. Pomysł nie spodobał się bolszewikom, którzy po aresztowaniu dowódcy dywizji A. Szczastnego (rozstrzelano go za kontrrewolucję), rozpoczęli agitację na rzecz oficjalnego stanowiska władz. Taką też rezolucję podjęli przedstawiciele okrętów Floty Bałtyckiej, została ona poparta przez delegatów z „Kapitana I ranga Mikłucho-Makłaja”. Dywizja Torpedowa została przekształcona w Dywizję Torpedową sił Newy i jeziora Ładogi, a okręt znalazł się w jej IV Dywizjonie.
W sierpniu 1918 roku niszczyciel osłaniał operację minową przeprowadzaną w celu obrony Piotrogrodu – miała ona obejmować obszar pomiędzy 60°10'N 28°55'E a 59°57'N 29°10'E. Pierwszy etap stawiania zagrody minowej rozpoczął się 10 sierpnia o 5:55, przedłużył się zaś do 2:32 następnego dnia, ze względu na wejście stawiacza min „Łowat” na mieliznę. Jeszcze w dniu stawiania zagrody zatonął na niej rosyjski statek „Koływan”. Kolejny raz „Kapitan I ranga Mikłucho-Makłaj” wyszedł w morze 14 sierpnia, by w towarzystwie „Azarda” eskortować stawiacze min „Narowa” i „Wołga”. Na rosyjską aktywność przy brzegu zareagowali Finowie, którzy ostrzelali niszczyciele przy pomocy artylerii polowej. Żaden z pięciu wystrzelonych pocisków nie trafił okrętów oddalonych o około 5,5 km w przypadku „Azarda” i 12 km w przypadku „Kapitana I ranga Mikłucho-Makłaja”. Rosyjskie niszczyciele podjęły próby ostrzału celu lądowego.
Zgodnie z rozkazem numer 557 z 7 września – „Kapitan I ranga Mikłucho-Makłaj” wszedł w skład czwartego dywizjonu DOT (ros. Действующий отряд кораблей) – (floty czynnej złożonej z okrętów sprawnych technicznie). Do końca I wojny światowej jednostka uczestniczyła jeszcze tylko w jednej, najprawdopodobniej niewielkiej, operacji minowej, która odbyła się 8 października. Następnie okręt przeszedł remont, który zakończył się 28 listopada.

### Przeciw Estonii i interwencji brytyjskiej
„Kapitan I ranga Mikłucho-Makłaj” włączył się do operacji przeciwko siłom estońsko-brytyjskim 16 grudnia 1918 roku. Miał on wraz z „Azardem” dokonać rozpoznania brzegu Zatoki Fińskiej na zachód od Hundenburg, w związku z aktywnością Royal Navy przy estońskim wybrzeżu poprzedniego dnia. Podczas patrolu nie wykryto żadnych nieprzyjacielskich jednostek.
Zaraz po tej operacji „Kapitan I ranga Mikłucho-Makłaj” został poddany bieżącemu remontowi. Moment ten wykorzystała załoga, na wniosek której 18 grudnia nazwę okrętu zmieniono na „Spartak” (Spartakus).

### Przechwycenie przez Royal Navy

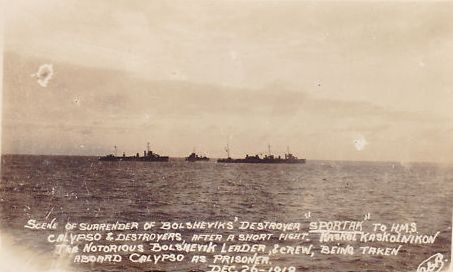
Zdjęcie wykonane podczas przechwycenia „Spartaka” przez zespół Royal Navy

W literaturze można znaleźć różne wersje historii przejęcia niszczycieli „Awtroił” i „Spartak” przez flotę brytyjską. Źródła proweniencji radzieckiej informują, że oba niszczyciele wysłano 25 grudnia 1918 roku do Tallinna w celu ostrzelania znajdujących się tam sił nieprzyjaciela. Następnego dnia spotkały się tam one z siłami Royal Navy składającymi się z krążowników i niszczycieli. Wkrótce po rozpoczęciu potyczki oba niszczyciele salwowały się ucieczką, jednak po rozwinięciu maksymalnej prędkości doszło na nich do awarii, w wyniku których zostały doścignięte i uszkodzone przez ostrzał poddały się.
Sprawę zdobycia „Spartaka” w innym świetle przedstawia Baszkirow i in. 2002b ↓ . Miał on 24 grudnia wraz z krążownikiem „Oleg” oraz niszczycielem „Azard” uczestniczyć we wsparciu działań 7 Armii pod Kundą. Ostatecznie jednak z powodu niedokończenia remontu te dwa okręty wyszły w morze bez „Spartaka”. Niszczyciel miał samotnie wypłynąć w morze później, na rozkaz znajdującego się na nim Fiodora Raskolnikowa. Jego celem miało być zbombardowanie Tallinna (sugestia Lwa Trockiego), co było istotną zmianą planów, o której Raskolnikow nie poinformował innych dowódców. Okrętowi nie udało się jednak dotrzeć do celu misji, po drodze natknął się bowiem na zespół jednostek Royal Navy, dowodzonych przez komodora Thesigera. W pogoń za próbującym się oderwać Nowikiem wyruszył najpierw niszczyciel HMS „Wakeful”, a za nim pozostałe jednostki. Ostrzał przeciwnika był rzadki i nie uzyskał on żadnego trafienia. O godzinie 13:30 „Spartak” postanowił odpowiedzieć na ogień, jednak z powodu ustawienia działa zbyt blisko pionu wystrzał zakończył się kontuzją nawigatora N. Struckiego i utratą map nawigacyjnych. O 13:40 niszczyciel wszedł na mieliznę Develsey (est. Karadimuna), co spowodowało zniszczenie śrub. Brytyjczycy, rozważający już zaniechanie pościgu, widząc problemy nieprzyjaciela zbliżyli się do niego i wysłali na okręt oddział pryzowy. Marynarzy brytyjskich zdziwił początkowo bardzo zły stan czystości okrętu i załogi. Jeszcze większe zdziwienie wywołało jej zachowanie, gdyż po otrzymaniu rozkazu uruchomienia pomp, w celu zlikwidowania skutków przecieku, marynarze zebrali się na debatę, czy rozkaz należy wypełnić. Radziecka załoga została przy pomocy szalup przetransportowana na jednostkę Royal Navy. Uszkodzonego „Spartaka” przeholował do Tallinna niszczyciel HMS „Vendetta”, okręty dotarły na miejsce o godzinie 19:00.
Większość załogi okrętu przekazano Estończykom, poza 21 marynarzami trzymanymi na „Wakefulu”. W wyniku przeszukania zdobytego okrętu znaleziono dokumenty, z których wynikało, iż krążownik „Oleg” powinien znajdować się w okolicy Hoglandu. W celu eliminacji okrętu wyruszyły w morze krążowniki HMS „Calypso”, HMS „Caradoc” i niszczyciel „Wakeful”, inne jednostki Royal Navy pozostały w odwodzie. Ponieważ w pobliżu wyspy wspomnianego okrętu nie dostrzeżono, Thesiger zdecydował się na atak na „Awtroiła”, którego zespół minął o 2:00 w nocy. Zakończyło się to przejęciem drugiego Nowika w dobrym stanie technicznym.
Aby wyjaśnić utratę obu okrętów Rewolucyjna Rada Wojenna (ros. Революционный Военный Совет) powołała specjalną komisję. Według przedstawionego przez nią sprawozdania, głównymi przyczynami straty niszczycieli było niewystarczające rozeznanie sił przeciwnika oraz zła organizacja operacji. Rekonesans opierano tylko na pojedynczej misji rozpoznawczej przeprowadzonej przez okręt podwodny „Tur”, w związku z czym nie wiedziano o obecności Royal Navy w Zatoce Fińskiej. Sam plan nie był znany wszystkim dowódcom, a jego twórca Fiodor Raskolnikow przeprowadzał w nim częste zmiany. Zarzucono też, że niszczyciele wyszły w morze bez wystarczającej ilości paliwa – na taki argument powoływali się wzięci do niewoli członkowie załóg, jednak nie jest pewne, czy nie była to tylko wymówka. Późniejsze publikacje jako dodatkowe przyczyny wymieniają zły stan techniczny jednostek, rozpolitykowanie załóg, zdrady carskich oficerów, woluntaryzm i brak doświadczenia Raskolnikowa, czy wreszcie postawę komisarzy.

## Służba w Estonii

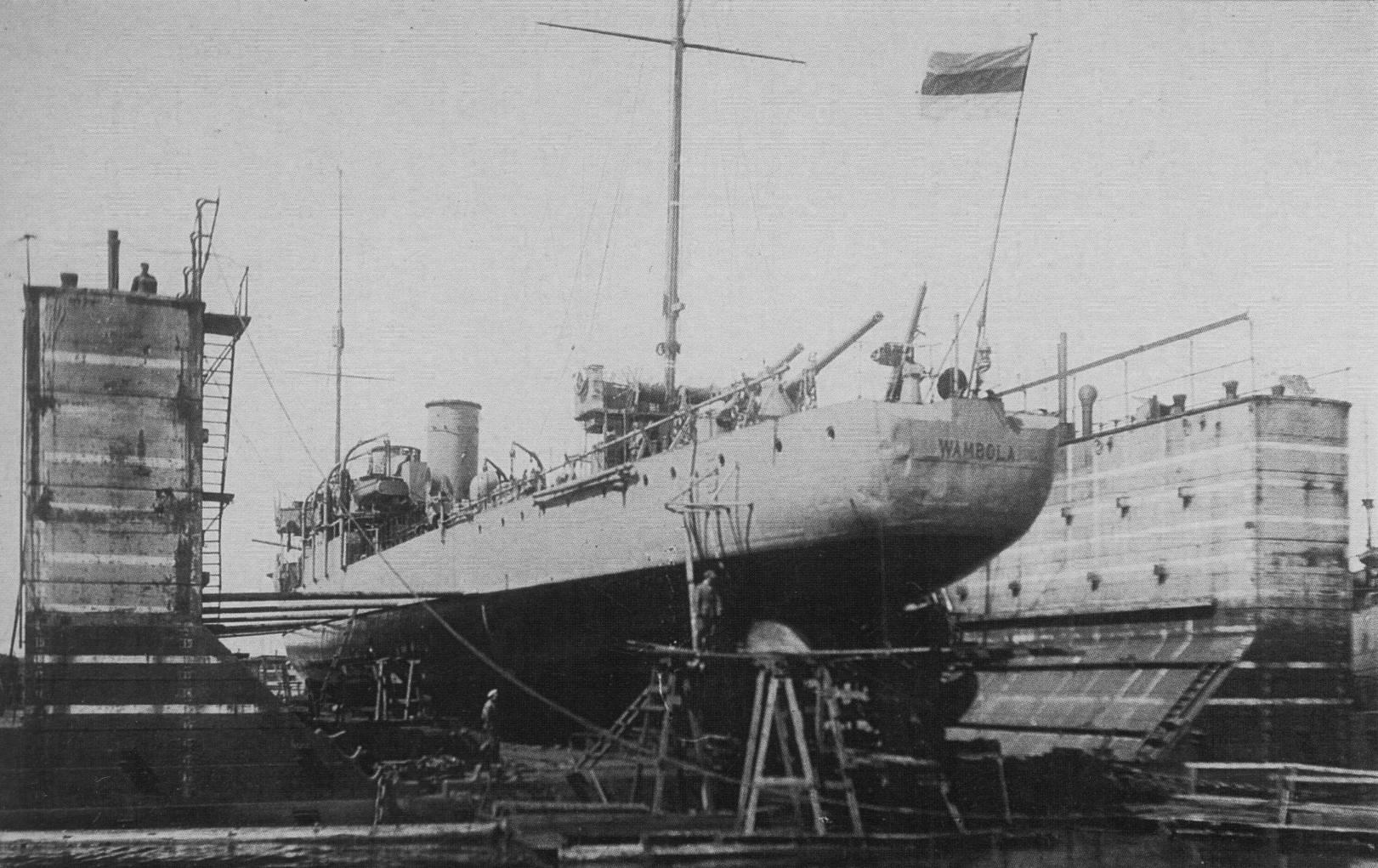
„Wambola” w tallińskiej stoczni

### Włączenie w skład marynarki wojennej
Brytyjczycy nie byli początkowo zdecydowani co do przyszłości zdobytych niszczycieli. Przejęciem ich zainteresowani byli biali Rosjanie, ostatecznie jednak zdecydowano o podarowaniu okrętów Estonii. Wcześniej wynieśli oni z jednostek wszystkie wartościowe rzeczy, na przykład pianino z mesy „Awtroiła”, które trafiło na okręt Royal Navy. Uroczyste przekazanie kontrtorpedowców odbyło się 2 stycznia 1919 roku, o godzinie 11:00 wywieszono na nich estońską banderę. Nowe okręty zostały zaklasyfikowane jako krążowniki torpedowe est. miiniristlejad. Dowódca marynarki Johan Pitka stwierdził, że nowa nazwa „Spartaka” powinna nawiązywać do starej, zdecydowano się więc na imię estońskiego bohatera. Ponieważ najpopularniejszy „Lembit” był już zajęty, wybrano Vambolę – legendarnego wodza Estów walczącego z niemieckimi najazdami w pierwszej ćwierci XIII wieku. O zmianie nazwy na „Wambola” obwieszczono 4 stycznia.
Brytyjczycy pojmali na „Spartaku” 126 lub 102 ludzi. Od razu aresztowali część załogi z obu okrętów. Raskolnikow próbował uniknąć aresztowania podając się za szeregowego marynarza, którego dokumenty pozyskał, został jednak rozpoznany przez białego oficera Oskara Festa, z którym uczęszczał na kurs. Wraz z komisarzem politycznym „Awtroiła” Nyniukiem zostali wywiezieni do Wielkiej Brytanii i wymienieni na 19 brytyjskich jeńców w maju 1919 roku. Oficerom, podoficerom i specjalistom, którzy poddali się na niszczycielach, zaproponowano służbę w Eesti merejõud, na co część z nich przystała. Z załogi „Spartaka” zachował swoje stanowisko specjalista torpedowy Łobiński, zaś dotychczasowy dowódca Pawlinow otrzymał inne stanowisko oficerskie w estońskiej flocie. Łącznie w struktury estońskiej marynarki włączono na tym etapie 30 ludzi z załóg obu niszczycieli. Pozostałych marynarzy zamknięto w obozie na wyspie Naissaar, gdzie 3 grudnia dokonano selekcji bolszewików. Według relacji świadka A. Konurina Estończycy nakazali wystąpić z szyku wszystkim bolszewikom, a gdy nie spotkało się to z odzewem, zagrozili rozstrzelaniem co piątego z jeńców. Na tę deklarację odpowiedziało piętnastu marynarzy, którzy po przesłuchaniu zostali rozstrzelani. O losie pozostałych jeńców rozstrzygnąć miał trybunał, który rozpoczął pracę pod koniec stycznia. Wydał on łącznie 13 wyroków śmierci, 161 osób skazał na pracę przymusową (w przypadku 9 osób – trzyletnią, a pozostali pracować mieli do końca wojny), jedną osobę oddano pod dozór policyjny, zaś 52 marynarzy uniewinniono. Większość z tych ostatnich przyjęto do służby wojskowej za połowę żołdu. W 1920 roku załogantom niszczycieli pozwolono na powrót do Rosji Radzieckiej. Większość z tych, którzy się na to zdecydowali, została w latach 1937–1939 zamordowana w ramach wielkiej czystki.
Przejęty kontrtorpedowiec wymagał remontu, w związku z czym 3 stycznia przekazał zapasy zaopatrzenia na „Awtroiła”, przemianowanego w nowej służbie na „Lennuk”, zaś następnego dnia trafił do stoczni Noblessner. W ciągu kilku dni rozpoczęto prace, które trwały do 15 lutego. Naprawionego „Wambolę” uroczyście wodowano, a już 19 lutego odbył on próby morskie, przerwane z powodu warunków lodowych.
Pierwszym dowódcą jednostki został J. Paurman, mianowany przez dowódcę tallińskiego portu jeszcze przed potwierdzeniem informacji o przekazaniu „Awtroiła” Estończykom. Jednak już w styczniu 1919 roku zastąpił go Tijdo Kraus. W grudniu na okręt przybyło 18 jego przyszłych członków załogi.

### Udział w wojnie o niepodległość
W czasie trwania walk na terytorium estońskim, „Wambola” przebywał w tallińskim porcie. Nieco bardziej aktywna była jego załoga – 16 marca 5 oficerów i 50 marynarzy zasiliło Morski Batalion Desantowy. Dwie osoby poległy w trakcie działań, zaś pozostali powrócili na okręt w przeciągu miesiąca.
Okręt skierowano do pierwszej akcji bojowej 29 kwietnia. Miał on wraz z „Lennukiem” postawić zagrodę minową pomiędzy wyspami Hogland i Moszcznyj. Na niszczyciele załadowano 102 miny, po czym zespół wyruszył w morze. W nocy, o godzinie 1:35 doszło do zderzenia jednostki z krą, w wyniku którego uszkodzona została stewa dziobowa oraz log. W związku z tym „Wambola” powrócił do Tallinna, gdzie dotarł około 10 rano. Przerwaną akcję Nowiki wznowiły 6 marca, pod osłoną okrętów Royal Navy. Postawiły łącznie 202 miny na głębokości równej 2,4 metra. Zagroda ta zebrała swoje żniwo w listopadzie 1919 roku, kiedy zatonęły na niej czerwone niszczyciele: „Gawrił”, „Konstantin” i „Swoboda”.
„Wambola” ponownie znalazł się w stoczni Noblessner 8 maja, gdzie rozpoczęto naprawę jego logu. Remont trwał do 27 maja, kiedy to okręt ponownie wodowano. Podczas prób morskich 28 maja okręt rozwinął maksymalną prędkość 29 węzłów. W czasie remontu z członków załogi okrętu wydzielono zespół desantowy – tak jak poprzednio liczył on 5 oficerów i 50 marynarzy, zaś w jego skład wszedł również dowódca okrętu Kraus. Walczyli oni na froncie północno-zachodnim, współdziałając z trałowcami „Kalew” i „Olew” na rzece Ługa zdobyli wieś Kuziomkino, na czym jednak nie poprzestali. Po walkach trwających od 15 do 25 maja powrócili oni na okręt.
Po zakończeniu remontu kontrtorpedowiec dołączył do sił wspierających marsz Korpusu Północnego na Piotrogród. Do Zatoki Koporskiej, gdzie aktualnie toczyły się walki, udał się 30 maja, ale jeszcze tego samego dnia zawrócił po oddział Ingrian, który od północy do rana desantował w tej zatoce. Po uzupełnieniu paliwa w Zatoce Łużańskiej 1 czerwca, okręt działał dalej w Zatoce Koporskiej. Od 4 czerwca na jednostce przebywał kontradmirał Johan Pitka, dowodząc z niego działaniami floty. Na pokład jednostki przyjęto także, 6 czerwca, czterech Ingrian – bolszewickich dezerterów. W odstępie jednego dnia „Wambola” uległ dwóm awariom. Najpierw, 6 czerwca, zepsuły się urządzenia do sterowania parą. Następnego dnia na wody zatoki przybył „Lennuk”. Niszczyciele zbliżyły się burtami i kontradmirał Pitka przeszedł na większy z Nowików. Gdy jednak o 15:22 uruchomiono maszyny, jedna z lin cumowniczych zablokowała lewą śrubę „Wamboli”. Niszczyciel udał się do Tallinna z jedną aktywną śrubą. Na miejscu nurkowie w ciągu jednego dnia odblokowali śrubę wyjmując linę. Około północy 12 czerwca do portu wszedł „Lennuk”, który próbował zacumować przy burcie „Wamboli”. Manewr nie przebiegł pomyślnie, gdyż jednostki otarły się o siebie burtami. Tym razem poszkodowany został „Lennuk” – awarii uległ trap i żurawiki. „Wambola” jeszcze raz wyruszył do Zatoki Koporskiej, gdzie operował od 15 do 18 czerwca.

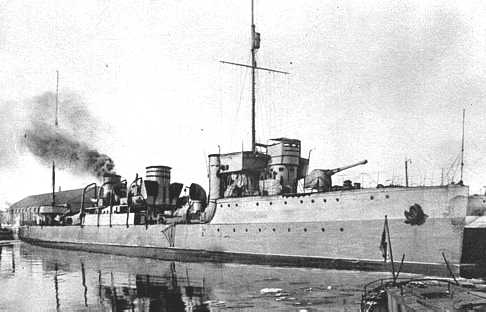
Zdjęcie niszczyciela „Wambola”

W związku z antybolszewickim powstaniem w fortach Krasnaja Gorka i Sieraja Łoszad', które wybuchło 13 czerwca, dowództwo estońskie uznało, iż wsparcie niszczycieli dla walczących w tym rejonie wojsk nie jest już potrzebne. Okręty zdecydowano się przerzucić na front walki z Landeswehrą. „Wambola” wszedł do Zatoki Ryskiej jako pierwszy, 22 czerwca. Podczas opuszczania portu kontrtorpedowiec uległ kolizji z holownikiem, co spowodowało niegroźnie wgniecenia w jego kadłubie. Okręt zatrzymał się przy wyspie Ruhno rankiem 23 marca. Tego dnia wysadził on w Ainaži desant, którego celem było zdobycie pociągu pancernego. Cel nie został osiągnięty, a niszczyciel ostrzelał jeszcze 12 pociskami niemieckie pozycje w Saulkrasti. Od 27 do 29 czerwca jednostka przebywała w kotwicowisku u ujścia Parnawy.
W wyniku zwycięstwa sił estońskich w lądowej bitwie pod Cēsis Landeswehra zaczęła wycofywać się w kierunku Rygi. Aby w pełni wykorzystać uzyskane zwycięstwo, Johan Pitka przygotował plan odcięcia Niemców w mieście. Zakładał on, iż okręty zablokują przeciwnikowi dostęp do miejskich mostów na Dźwinie, co też spowoduje zagładę Landeswehry. O 9:00 30 czerwca „Wambola” wszedł w skład zespołu okrętów przeznaczonych do wykonania tego planu, razem z „Lennukiem”, „Lembitem”, „Olewem” i „Kalewem”. O 12:45 zespół dołączył do kanonierki „Tasuja” przebywającej w ujściu Gauji i zarzucił kotwice. Został wykryty przez cztery niemieckie samoloty, które jednak nie podjęły walki. Zgrupowanie wyruszyło do ujścia Dźwiny, gdzie dotarło o 13:45. Trałowce „Olew” i „Sulew” oczyszczały rzekę z min. Za nimi podążały kontrtorpedowce, zaś pochód zamykały kanonierki. O godzinie 15:00 do okrętów podpłynął holownik „Pernau”, który wziął je za szwedzkie transportowce z żywnością. Strzał oddany o 15:20 z „Lennuka” zweryfikował negatywnie to przekonanie. Holownik spuścił szalupę, która podpłynęła do zespołu, na co zareagowano spuszczając z „Wamboli” kuter motorowy. Musiały się one jednak szybko schronić za burtą „Lennuka” wobec rozpoczętego ostrzału karabinowego. Ponieważ siły estońskie zmierzające do miasta zostały zatrzymane, okręty rozpoczęły powrót na wyjściowe pozycje. Wykrycie zespołu przez samolot przeciwnika zaowocowało ostrzałem grupy przez baterię z Mangaļsala, na co odpowiedzieć mógł tylko „Tasuja”. Brak jest informacji na temat działania „Wamboli” 1 lipca, natomiast rankiem 2 lipca wraz z pozostałymi okrętami powrócił do ujścia Dźwiny. Tuż po godzinie 4 okręty wystrzeliły kilka pocisków. O godzinie 6:25 padł wystrzał z rejonu Mangaļsala oddalonego od zespołu o około 6,5 kilometra, na co jednostki estońskie odpowiedziały ogniem. Dziesięć minut później rozpoczęły ostrzał pozycji karabinów maszynowych, a następnie okrętów nieprzyjaciela, które znajdowały się na rzece. Około 9 niszczyciele otworzyły ogień do dwóch niemieckich samolotów, które zaatakowały kanonierkę „Lembit”. Podobna sytuacja powtórzyła się około 15:50, tym razem lotnicy zostali zmuszeni do ucieczki przed przystąpieniem do ataku. O godzinie 22:55 „Lennuk” pobrał od „Wamboli” część zapasów paliwa, który 3 lipca o 7:30 wyruszył w drogę powrotną do Tallinna.
Po epizodzie w Zatoce Ryskiej okręty estońskie powróciły do działań wspierających ofensywę Białych na Piotrogród. „Wambola” do akcji wszedł 2 sierpnia, zastępując „Lembita” w patrolu na wodach Zatoki Koporskiej. Tę i Łużską zatokę patrolował również w nocy 8/9 sierpnia. Kolejny raz niszczyciel znalazł się w rejonie walk 14 października, kiedy wraz z okrętami estońskimi i brytyjskimi uczestniczył w ostrzale rejonu Kaliszcze-Ustie. Jego udział w operacji nie był zbyt skuteczny, gdyż okręt nie miał odpowiedniej pozycji do prowadzenia ognia. W jej poszukiwaniu wszedł w linię ognia „Lembita” i „Tasuji”. Krótko po zajęciu odpowiedniego miejsca, okręty musiały wycofać się ze względu na coraz celniejszy ogień prowadzony z fortu Krasnaja Gorka. Niszczyciel został ponownie ostrzelany 16 października. Tym razem fort Sieraja Łoszad' rozpoczął ostrzał, gdy ogień otworzył znajdujący się przy „Wamboli” torpedowiec Royal Navy. W drugiej połowie października „Wambola” dwukrotnie uzupełniał paliwo w cieśninie Björkösund, 2 listopada znalazł się w Narwie-Jõesuu, a 5 powrócił do Tallinna. Działania wojenne zakończyły się 3 stycznia 1920 roku.

### W czasie pokoju

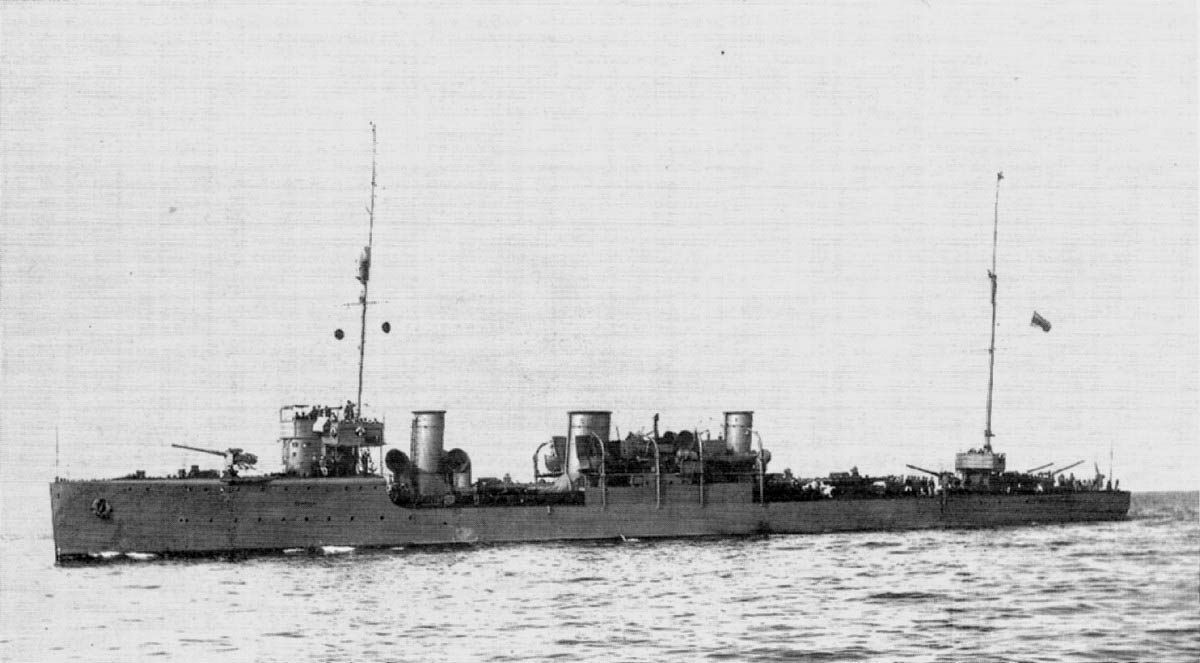
„Wambola” w 1924 roku

Po zakończeniu wojny rozpoczęto demobilizację. Rozporządzenie wydano 10 lutego 1920 roku, pierwsi marynarze opuścili „Wambolę” 26 lutego, zaś proces zakończono w kwietniu. Wraz ze spadkiem liczby etatów, pogorszyła się też dyscyplina załogi, o czym świadczą liczne kary pieniężne (w skrajnych przypadkach kary aresztu), nakładane na marynarzy i oficerów za spóźnienia. W czasie pierwszych dwóch powojennych lat nie przeprowadzano na okręcie ćwiczeń bojowych. Odbyły się one dopiero w 1922 roku, po czym kontynuowano je corocznie w miesiącach letnich.
Swoje pierwsze podróże zagraniczne „Wambola” odbył do Finlandii. Znalazł się tam najpierw w październiku 1920 roku, a następnie 27 maja 1923 roku, kiedy to wraz z „Lennukiem” i statkiem „Kungla” reprezentował estońską marynarkę wojenną, na paradzie zorganizowanej z okazji odsłonięcia pomnika fińskich ochotników w estońskiej wojnie o niepodległość.
W 1923 roku niszczyciel odwiedził Gdynię, gdzie uczestniczył w uroczystym otwarciu bazy polskiej marynarki wojennej. Na swym pokładzie gościł prezydenta Stanisława Wojciechowskiego.
Okręt dwukrotnie odwiedzał Łotwę. Pierwszy raz stało się to w ramach rejsu szkoleniowego w 1925 roku, zaś kolejny w 1929 roku, kiedy to wraz z „Sulevem” towarzyszył „Lennukowi” w wizycie oficjalnej do Lipawy. Trwała ona od 4 do 8 sierpnia.
„Wambola” trafił również do Szwecji, kiedy w sierpniu 1928 roku wraz z „Lennukiem” dostarczył tam Jaana Tõnissona, pełniącego funkcję starszego państwa.

### Sprzedaż okrętu

#### Negocjacje
Pierwsze oferty zakupu obu estońskich niszczycieli pojawiły się już w 1920 roku. Sprawą zakupu zainteresowana była polska Marynarka Wojenna. Niszczyciele oglądał kapitan marynarki Mieczysław Bereśniewicz, który do Tallinna wyruszył 13 listopada. Ewentualną transakcję  storpedowali jednak Brytyjczycy, którzy byli niechętni wzmacnianiu marynarki polskiej i woleli nakłonić do ich zakupu marynarkę wojenną Finlandii. Sami Finowie nie byli jednak zainteresowani zakupem jednostek i pozostały one na razie w Estonii.
Sprzedaż okrętów zaczęto ponownie rozważać po wybuchu wielkiego kryzysu, kiedy koszty ich utrzymania zaczęły być zbyt wysokie dla niewielkiego państwa. Pierwsze rozmowy przeprowadzono z firmą „Ludwig Bing u.Ko” w sierpniu 1931 roku, cena proponowana przez stronę estońską wynosiła 2 225 000 estońskich koron. Zrezygnowano jednak ze względu na zobowiązania sojusznicze wobec Finlandii, których dotrzymać chciał Herman von Salza. Jedyną możliwością niepomniejszania sojuszniczego potencjału minowego była sprzedaż niszczycieli Finom. Estończycy złożyli im ofertę sprzedaży opiewającą na 1,55 milionów estońskich koron. Finowie byli zainteresowani zakupem, brakowało im bowiem jednostek tej klasy, musieli jednak dać odpowiedź odmowną. Przyczyną był zły stan gospodarki państwa, zaś niewielkie posiadane środki zdecydowano się przeznaczyć na rozbudowę sił powietrznych i lądowych.
Nowi chętni do nabycia okrętów pojawili się w pierwszych miesiącach 1933 roku. Zainteresowanie zakupem wykazały Kolumbia i Peru. Państwa te prowadziły ze sobą wojnę o Leticię – terytorium położone nad Amazonką. Oba państwa pragnęły powiększyć swoją marynarkę wojenną, czego jako pierwsza próbowała dokonać Kolumbia. Korzystając z pośrednictwa francuskiego przedsiębiorstwa Aleksandra Kliagina, Kolumbijczycy prowadzili rozmowy z wieloma europejskimi państwami. O kontaktach z Estończykami doniosła Peruwiańczykom siatka wywiadowcza. W tej sytuacji prezydent Peru Sánchez Cerro nalegał na zakupienie estońskich jednostek, zanim zrobiliby to Kolumbijczycy. Wstępne rozmowy z przedstawicielami Estonii prowadzone były w Brazylii.
Estończycy zdecydowali się na sprzedaż okrętów 5 kwietnia, co też zostało oficjalnie ogłoszone 11 kwietnia 1933 roku. Według komunikatu ministerstwa obrony okręty miały zostać sprzedane na złom za około 50 000 estońskich koron.
Do Estonii zaczęły wpływać liczne oferty zakupu Nowików. Aby nie drażnić Wielkiej Brytanii odrzucono ofertę Republiki Chińskiej, zaś po zweryfikowaniu pozostałych propozycji rozmowy podjęto z pośrednikami Kolumbii i Peru. Ze strony Aleksandra Kliagina rozmowy prowadził W. Gubin. Peruwiańczyków reprezentowała prowadząca już wcześniej pertraktacje z Estonią hamburska firma „Ludwig Bing u.Ko”, z upoważnienia której rozmowy prowadził Dmitrij Lebiediew – były generał carskiej armii i wykładowca tallińskiej szkoły wojskowej. Ze strony estońskiej transakcję negocjowali minister obrony August Kerem oraz szef sztabu generalnego Juhan Tõrvand.
Pierwsza oferta Gubina złożona 4 lutego 1933 roku opiewała na kwotę 400 000 USD (około 1 492 000 estońskich koron po ówczesnym kursie). Lebiediew zaproponował 375 000 USD. W celu określenia dokładnej wartości okrętów Estończycy powołali komisję pod przewodnictwem Paula Gerretsa. W jej skład weszli komandor Wasilij Marson, komandor podporucznik N. Link i kapitan marynarki Johannes Santpank. Rezultatem prac komisji było przedstawione 5 maja zestawienie:
| Element               | Wartość w koronach estońskich | Liczba | Suma wartości w koronach estońskich |
| --------------------- | ----------------------------- | ------ | ----------------------------------- |
| kadłub i siłownia     | 310 000                       | 2      | 620 000                             |
| armata 102 mm         | 55 000                        | 9      | 495 000                             |
| wyrzutnia torpedowa   | 18 333                        | 18     | 330 000                             |
| pozostałe wyposażenie | 110 000                       | –      | 110 000                             |
| Suma                  | –                             | –      | 1 550 000                           |

Mimo iż suma proponowana przez stronę kolumbijską była wyższa, negocjatorzy estońscy skłaniali się do dokonania transakcji z Peruwiańczykami. Uznano, iż propozycja Gubina nie ma pokrycia w rzeczywistości, a jest jedynie fortelem mającym na celu przeszkodzenie Peruwiańczykom w wzmocnieniu ich marynarki wojennej. Konkurencyjna oferta posłużyła jednak do wynegocjowania wyższej ceny za sprzedawane okręty. Kwotę zwiększono początkowo do 387 000 USD, zaś w odpowiedzi na kontrpropozycję Gubina opiewającą na 500 000 USD została ona ostatecznie podniesiona do 410 000 dolarów amerykańskich. Decyzja o sprzedaży niszczycieli została zatwierdzona przez ministerstwo obrony 29 czerwca. Sfinalizowanie transakcji odbyło się 30 lipca 1933 roku. Wtedy to Estończycy otrzymali sumę 210 000 funtów szterlingów, zaś okręty znalazły się oficjalnie na liście jednostek marynarki wojennej Peru. „Wambola” otrzymał nazwę „Almirante Villar”, zaś „Lennuka” przemianowano na „Almirante Guise”.

#### Społeczny odbiór transakcji
Estończycy poznali pierwsze szczegóły umowy 9 lipca, gdy gazety estońskie podały informacje o sprzedaży okrętów za 2 500 000 koron estońskich. Kwota ta wywołała oburzenie w społeczeństwie, temat podjęła też opozycja, która żądała dwukrotnego podniesienia kwoty transakcji. Śledztwo wszczęła też wojskowa prokuratura. Mimo iż dochodzenia nie wykazały nieprawidłowości, sprawa ciągle wywoływała wzburzenie opinii publicznej. Została ona poruszona 19 grudnia podczas debaty parlamentarnej, gdzie wywołała ostre spory. W roku 1934 kontrowersje wokół transakcji jeszcze się zwiększyły. Włoski dziennik Il Popolo d’Italia zamieścił informacje na temat transakcji, według których pośrednicząca firma „Ludwig Bing u.Ko” zarobiła na transakcji 340 000 dolarów amerykańskich. Gdy tylko informacja dotarła do Estonii, przedstawiciel pośredników Dmitrij Lebiediew uciekł z kraju, został jednak szybko zatrzymany w Rydze za sprawą estońskiej policji. Prowadzący negocjacje generał Juhan Tõrvand utracił w lutym stanowisko w sztabie generalnym, zaś 7 marca, po dotyczącej sprawy debacie parlamentarnej został usunięty z wojska. Został też wraz z drugim negocjatorem Augustem Keremem oskarżony o korupcję. Sprawa ciągnęła się wiele miesięcy, jednak 9 grudnia 1934 roku obaj zostali uniewinnieni. Pewne kontrowersje zakup przez pośredników wywołał również w Peru. Szczególnie sprawę sprzedaży okrętów wykorzystali działacze ruchu wabsów, krytykujący na jej przykładzie korupcję systemu parlamentarnego. Afera ta ułatwiła w pewnym stopniu zwycięstwo propozycji zmian konstytucyjnych, która na ich wniosek rozpatrywana była w referendum październikowym 1933 roku.
Estończycy pozyskane środki zainwestowali w dwa okręty podwodne – przyszły typ Kalev. Stały się one nowymi obiektami dumy narodowej, zajmując tym samym lukę po sprzedanych niszczycielach.

## Służba w Peru

### Podróż do nowej ojczyzny
Kolumbia nie pozostała w tyle za marynarką Peru – zakupiła od Portugalii dwa niszczyciele typu Vouga: „Caldas” i „Antioquia”. Aby zapobiec dotarciu jednostek do brzegów kolumbijskich planowano początkowo wysłać nowe jednostki do patrolowania Morza Karaibskiego z francuskich lub brytyjskich baz zaopatrzeniowych. Planu tego nie zrealizowano.
Samo przyprowadzenie zakupionych Nowików do Ameryki Południowej nie było prostym przedsięwzięciem. Misję tę powierzono komandorowi Tomaso Pisarro, który stanął na czele Zgrupowania Niszczycieli. Do związku tego oprócz „Almirante Villar” i „Almirante Guise” dołączył zbiornikowiec „Pariñas”, który miał dowieźć do Estonii załogę i zapasy dla niszczycieli. Szkieletowe załogi okrętów sformowano już 3 lipca. „Pariñas” wyruszył z Callao 8 lipca 1933 roku, zaś do portu w Tallinnie dotarł 20 sierpnia. Na jego pokładzie przybyło 14 oficerów i 60 marynarzy. Do tego czasu dokonano przeglądu niszczycieli, a już po przybyciu załogi, 22 sierpnia, przeprowadzono próby jednostek. „Almirante Villar” pokonał w obie strony trasę Tallinn–Paldiski rozwijając maksymalnie prędkość 30,1 węzła. Próby zakończyły się śmiercią jednego z marynarzy, który utonął po wypadnięciu za burtę. Oficjalne przekazanie okrętów odbyło się 23 sierpnia o godzinie 19:45, zaś podniesienie bandery 24 sierpnia. Okręty miały odbyć podróż do Wielkiej Brytanii z mieszanymi załogami (ze strony estońskiej dołączyło 2 oficerów i 28 marynarzy), dzięki czemu Peruwiańczycy mogli na bieżąco poznawać funkcjonowanie okrętów. Naukę utrudniała bariera językowa – nawet Georgij Miagede, tłumacz wydelegowany przez stronę estońską znał tylko język portugalski.
Okręty, żegnane przez publiczność, opuściły Tallinn 2 września o godzinie 16:00. Przeszły przez Kanał Kiloński i dotarły do angielskiego Gravesend 6 września. Tam swoją podróż zakończyli Estończycy, a ich miejsce zajęli przywiezieni tydzień wcześniej przez transportowiec „Rimac” Peruwiańczycy. Okręty wyruszyły w dalszą drogę 24 września. Sztorm napotkany w Zatoce Biskajskiej spowodował awarię w siłowni „Almirante Villar”. Sytuację wykorzystano do przeprowadzenia pokazowego remontu, który wykonano w hiszpańskim porcie Ferrol. Okręty osiągnęły Santa Cruz de Tenerife 17 października, zaś po dotarciu do São Vicente zespół otrzymał nowe wytyczne. Zamiast na peruwiańskie wybrzeże, okręty miały udać się do Iquitos, aby wesprzeć działające tam kanonierkę „Lima” i torpedowiec „Tennente Rodriguez”. W trakcie rejsu do brazylijskiego Belém znaleziono na jednostkach 6 nielegalnych pasażerów, których wysadzono po dotarciu do portu 9 listopada. W rejs w górę Amazonki okręty wyruszyły 21 grudnia wraz z parowcem „Perene”, zaś swój punkt docelowy osiągnęły 3 stycznia 1934 roku. W tym czasie trwały już rokowania pokojowe pomiędzy Peru a Kolumbią, które zakończyły się 24 maja przekazaniem Leticii pod mandat Ligi Narodów. W tych okolicznościach niszczyciele mogły udać się do głównego peruwiańskiego portu – Callao. Okręty wyruszyły do Belém, stamtąd skierowały się do Port-of-Spain, a następnie do Fort-de-France, gdzie przeszły remont podwodnej części kadłuba. Zespół przepłynął Kanał Panamski, 2 lipca uzupełnił paliwo w Talara, by 3 dni później zakończyć swoją podróż w porcie docelowym. Podczas rejsu ujawnił się główny problem niszczycieli – brak komory chłodzącej i słaba wentylacja, które nie przeszkadzały w pierwotnych warunkach klimatycznych służby, ale ogólna opinia o nowych nabytkach była pozytywna.

### W okresie pokoju

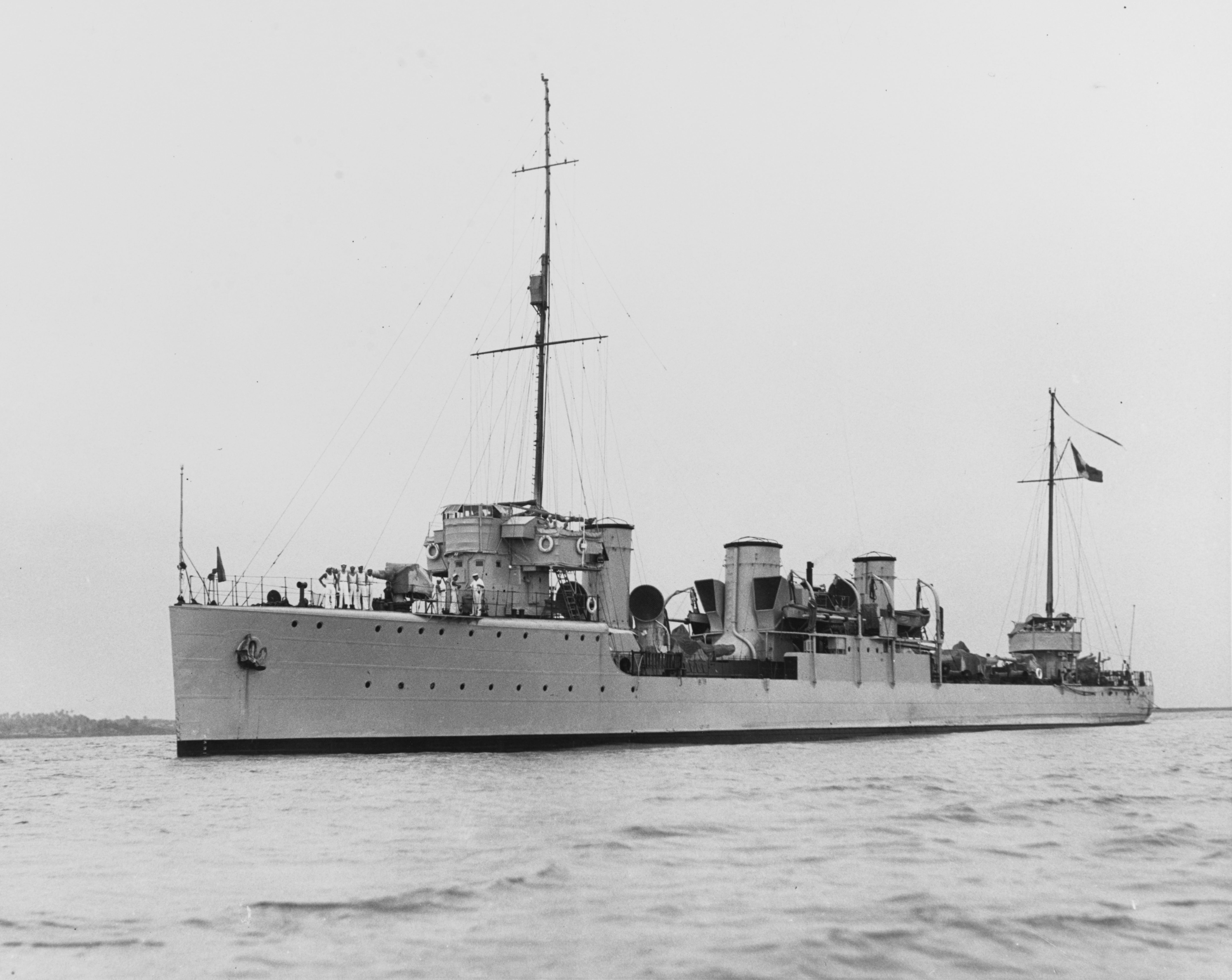
„Almirante Villar” w 1934 roku

W 1935 roku, między styczniem a marcem, zespół okrętów w składzie „Almirante Villar”, „Almirante Guise”, „Almirante Grau”, „Rimac”, R-3 i R-4 odwiedził 9 peruwiańskich portów. W 1936 roku niszczyciele wraz z „Almirante Grau” i „Pariñas” przeszły remont w Panamie. W 1937 roku wykonano rejs szkoleniowy do chilijskiego Talcahuano, gdzie dokonano konserwacji podwodnej części kadłuba. W roku 1938 aktywność niszczycieli ograniczyła się do rejsu do Talara odbytego w ciągu pierwszych dwóch miesięcy. O roku 1939 brak jakichkolwiek danych, zaś w 1940 Nowiki, razem z „Almirante Grau” i „Coronelem Bolognesim” odwiedziły 10 peruwiańskich portów. Przez większość tych lat okręty uczestniczyły w ćwiczeniach strzeleckich, które najczęściej odbywały się w Zatoce Guayaquil.

### Wojna z Ekwadorem
W 1941 roku Peru znalazło się w stanie wojny z Ekwadorem. Ze względu na znaczną przewagę nad marynarką wojenną przeciwnika dowództwo peruwiańskie postanowiło aktywnie wykorzystać posiadane okręty. „Almirante Villar” został skierowany na patrol w rejonie Zorritos. Misję rozpoczął 7 lipca, zaś po dwóch dniach wpłynął do portu w Talata. Przebywał w nim do 23 lipca, kiedy otrzymał zadanie przeprowadzenia patrolu rozpoznawczego w rejonie Puerto Pizarro.
Jedyną bitwę morską tej kampanii „Almirante Villar” stoczył 25 lipca. Tego dnia okręt otrzymał zadanie ataku na ekwadorski konwój zmierzający do Puerto Bolivar, osłoniętego od strony morza wyspami Archipelagu Jambelí. Niszczyciel opuścił Puerto Pizarro o godzinie 7:29, o 10:55 przekroczył granicę wód terytorialnych nieprzyjaciela idąc wzdłuż zachodniego brzegu archipelagu, zaś już 7 minut później załoga zauważyła jednostkę opuszczającą w kierunku północnym kanał oddzielający wyspy od lądu, której z powodu braku bandery i odbicia promieni słonecznych nie była w stanie zidentyfikować. Po przyśpieszeniu i skróceniu dystansu do 6 kilometrów udało się rozpoznać przeciwnika jako ekwadorski okręt – była to dziewiętnastowieczna kanonierka „Abdon Calderon”. Nieprzyjaciel również zauważył „Almirante Villara”, po czym zawrócił w stronę brzegu i wywiesił banderę Ekwadoru. Peruwiańczycy otworzyli ogień, najpierw ostrzegawczy, o godzinie 11:19. Ekwadorski okręt odpowiedział ogniem, a stało się to równocześnie według relacji ekwadorskich lub po 11 minutach według relacji peruwiańskich. Po zbliżeniu się do płytkiego brzegu dowódca „Villara” obawiał się wejścia na mieliznę, zaczął więc manewrować w celu uzyskania dogodnej pozycji do ostrzału. Wystrzelono łącznie 41 pocisków, z których 2 padły na tyle blisko celu, że zostały uznane przez Peruwiańczyków za trafienia. Gdy „Abdon Calderon” schował się za lasem porastającym wyspy ostrzał prowadzono na podstawie dymu uchodzącego z jego kominów. Ogień przerwano o godzinie 11:40 i niszczyciel skierował się w stronę Puerto Pizarro, gdzie dotarł o 15:00. Według relacji ekwadorskich „Almirante Villar” miał otrzymać 25 trafień i opuścić pole bitwy holowany przez „Almirante Grau” i „Tennente Rodrigueza”, jednak okręty te przebywały wówczas odpowiednio w Callao i Iquitos. Starcie nie miało żadnego znaczenia z militarnego punktu widzenia, jednak każda ze stron była zadowolona z domniemanego przez siebie rezultatu.
Pomiędzy 30 lipca a 18 września 1941 roku „Almirante Villar” uczestniczył wraz z innymi peruwiańskimi okrętami w patrolach przygranicznych wód od Talara na południu, do północnego krańca Archipelagu Jambelí, 3 sierpnia zapuścił się nawet na wody kanału między archipelagiem a Puerto Bolivar. Udział w kampanii „Almirante Villar” zakończył 29 września, kiedy to otrzymał rozkaz powrotu do Callao.

### Ostatnie lata służby
Ponieważ Peru wypowiedziało wojnę państwom Osi, marynarka wojenna otrzymała zadanie patrolowania północnego wybrzeża państwa. Uczestniczył w nim również „Almirante Villar”, który został pomalowany dwoma odcieniami szarej farby, co miało wywoływać wrażenie większych rozmiarów jednostki. W 1944 roku zadanie to przejęły ścigacze okrętów podwodnych sprowadzone ze Stanów Zjednoczonych, co pozwoliło na istotne zmniejszenie kosztów operacji.
W pierwszej połowie 1948 roku okręt brał udział w rejsie szkoleniowym, w drugiej zaś doszło na nim do buntu załogi, będącego częścią szerszej rebelii. Jednostka została opanowana 3 października, ale próby jej użycia zakończyły się awariami mechanizmów siłowni i chłodni oraz pogięciem łopat śruby. Zniszczony okręt został poddany gruntownemu remontowi, na czas którego przeniesiono go do rezerwy. W 1949 roku „Almirante Villar” jeszcze raz wziął udział w ćwiczebnym rejsie. Pod koniec lipca 1952 roku niszczyciel został przekazany szkole marynarki wojennej, jednak w związku ze złym stanem technicznym został już 15 września 1954 roku skreślony ze składu floty.

## Upamiętnienie
Władze Estońskiej SRR 11 grudnia 1940 roku zdecydowały się upamiętnić członków załóg „Spartaka” i „Awtroiła” rozstrzelanych przez Estończyków na wyspie Naissaar. Wspominać miał ich napis na pomniku:

Tu spoczywają szczątki 36 marynarzy z niszczycieli Spartak i Awtroił, barbarzyńsko rozstrzelanych na wyspie Nargån w dniach 3–5 lutego 1919 roku.

Szczątki marynarzy zostały ekshumowane i przeniesione do Tallinna, gdzie uroczyście pochowano ich na wzgórzu Maarjamäe, w miejscu, które po 1975 roku stało się częścią większego kompleksu pomnikowego upamiętniającego estońskich bolszewików. Ponieważ w rzeczywistości Estończycy zabili 27 marynarzy – część trumien wypełniono w zastępstwie drewnem.

## Dowódcy okrętu
| Stopień               | Imię i nazwisko             | Data mianowania |       |       |       |
| Rosja                 | Rosja                       | Rosja           | Rosja | Rosja | Rosja |
| --------------------- | --------------------------- | --------------- | ----- | ----- | ----- |
| ?                     | N.J. Pawlinow               | czerwiec 1918   |       |       |       |
| Estonia               |                             |                 |       |       |       |
| ?                     | J. Paurman                  | grudzień 1918   |       |       |       |
| podporucznik ?        | Valentin Grenz              | styczeń 1919    |       |       |       |
| porucznik             | Tiido Kraus                 | styczeń 1919    |       |       |       |
| kapitan               | Vassili Martson             | styczeń 1921    |       |       |       |
| kapitan               | Rudolf Borgmann             | czerwiec 192    |       |       |       |
| komandor podporucznik | Vassili Martson             | styczeń 1923    |       |       |       |
| komandor porucznik    | Rudolf Gildemann            | marzec 1927     |       |       |       |
| Peru                  |                             |                 |       |       |       |
| komandor porucznik    | Grimaldo Bravo Arenas       | lipiec 1933     |       |       |       |
| komandor porucznik    | Mariano Hermán Melgar Conde | styczeń 1935    |       |       |       |
| komandor porucznik    | Adán Badhan Salazar         | maj 1937        |       |       |       |
| komandor porucznik    | Ernesti Guitérrez Mirenghi  | marzec 1938     |       |       |       |
| komandor porucznik    | Fernando Tudela Lavalle     | maj 1940        |       |       |       |
| komandor porucznik    | Francisco Corrales Ayulo    | styczeń 1942    |       |       |       |
| komandor porucznik    | Carlos Edrwards Ugaz        | styczeń 1943    |       |       |       |
| komandor porucznik    | Guillermo Tirado Lambert    | grudzień 1943   |       |       |       |
| komandor porucznik    | Alberto Zapatero Fernandéz  | kwiecień 1945   |       |       |       |
| komandor porucznik    | Alberto Sánchez Carrión     | kwiecień 1946   |       |       |       |
| komandor porucznik    | Alberto López López         | kwiecień 1948   |       |       |       |
| komandor porucznik    | Carlos Granadino Mujica     | styczeń 1949    |       |       |       |
| komandor porucznik    | Enrique León de la Fuente   | lipiec 1949     |       |       |       |
| komandor porucznik    | Raúl de la Puene Hugues     | marzec 1950     |       |       |       |
| komandor porucznik    | Juan Freundt Sparovich      | czerwiec 1951   |       |       |       |
| komandor podporucznik | Julio Gonzales Castro       | lipiec 1952     |       |       |       |